# هرة باك (هرازبي الجنوبي)
هرة باك (بالفارسية: هره‌پاک) هي قرية تقع في إيران في قسم هرازبي الجنوبی الريفي. يقدر عدد سكانها بـ 128 نسمة بحسب إحصاء 2016.